# 和春技術学院
和春技術学院（わしゅんぎじゅつがくいん、Fortune Institute of Technology）は、台湾高雄市大寮区に位置する私立学院である。1988年8月開校，2023關閉。